# Famille Zaccaria
Pour les articles homonymes, voir Zaccaria.
La famille Zaccaria est une famille noble génoise active dans le développement et la consolidation de la République de Gênes aux XIIIe et XIVe siècles, et dont la branche survivante ( Zaccaria de Damalà ) a donné vie la dernière dynastie régnante de la Principauté d'Achaïe en Grèce franque.

## Histoire
La famille Zaccaria ou Zaccaria di Castro, par sa descendance d'une branche de la famille  De Castro de Gavi, remontant à 952, est une famille notable de la République de Gênes, qui, à la suite du traité de Nymphée de 1261, se voit accorder par l'empereur byzantin Michel VIII Paléologue des droits commerciaux dans l'Empire de Nicée, en récompense de l'aide reçue dans la récupération de l'Empire byzantin et dans une fonction anti- vénitienne.
La famille Zaccaria assume la seigneurie de Phocée en 1275, d'abord avec Manuel puis avec son fils Tedisio et, ensuite, avec Benedetto Zaccaria, qui occupe  de hautes fonctions comme amiral de la République de Gênes, et amiral des Royaumes de France et de Castille. Phocée est un  port commercial, avec son arrière-pays riche en alun, minéral  utilisé à l'époque pour le tannage des cuirs et des tissus.
Les Zaccaria contrôlaient  le commerce de l'alun : de l'extraction au transport jusqu'à sa transformation et sa vente principalement en Flandre.
Après une alternance d'événements qui virent les Zaccaria perdre, des mains des Vénitiens, et reconquérir Phocée et l'île de Chios, ils prirent également possession de l'île de Samos. Benoît II, dit le Paléologue, fils de Benedetto Zaccaria, à sa mort en 1307, prit le titre de seigneur de Phocée et de Chios.
Il est remplacé dans ce titre par ses deux fils, Martin Zaccaria, nommé titulaire comme roi et despote d'Asie Mineure par l'empereur latin   Philippe III, et Benoît III, une seigneurie reconfirmée avec la domination de Sámos, Ténédos, Marmara, Mytilène et d'autres territoires.
Il se marie en 1311 avec Jacqueline de la Roche, dernière héritière des ducs d'Athènes, recevant en dot les baronnies de Veligosti en Messénie et de  Damala sur la péninsule d'Argolide, il mourut à Smyrne en 1345. À sa mort, son fils aîné vivant, Centurione I Zaccaria, hérite des titres de son père après celui du titre de baron de Damala par son frère aîné, Bartolomeo Zaccaria, à sa mort en 1334. En 1364, Centurione assume la charge de bailli d'Achaïe, poste qu'il gouverne jusqu'à sa mort dans les années 1380,.
La branche Zaccaria de Chios/ Zaccaria de Damalà en Grèce survit à la branche génoise principale de la famille Zaccaria, devenant la dernière dynastie régnante de la Principauté d'Achaïe, et  la  famille noble Damalas à Chios et dans le royaume moderne de Grèce.

## Alliances
La famille Zaccaria s'est alliée avec la maison Paléologue.